# Original Motion Picture Soundtrack: Undercover Brother
Original Motion Picture Soundtrack: Undercover Brother é a banda sonora do filme Undercover Brother dirigido por Malcolm D. Lee e estrelado por Eddie Griffin. O seu lançamento ocorreu em 21 de Maio de 2002, com musicas de artistas como James Brown, Earth, Wind & Fire, Bootsy Collins, Snoop Dogg, entre outros. Em 29 de Junho de 2002 o álbum estreou na centésima vigésima quinta posição Billboard 200, alcançando também a posição Sexagésima quinta posição na Billboard R&B Albums e a decima segunda posição na Billboard Top Soundtracks.

## Faixas
| N.º            | Título                                               | Interprete(s)                                             | Duração |  |
| 1.             | "Undercova Funk (Give Up the Funk)"                  | Bootsy Collins, Snoop Dogg, Mr. Kane, Quaze & Fred Wesley | 6:17    |  |
| 2.             | "Pick Up the Pieces"                                 | The Average White Band                                    | 4:00    |  |
| 3.             | "Brick House"                                        | Commodores                                                | 3:42    |  |
| 4.             | "Play That Funky Music (White Boy)"                  | Wild Cherry                                               | 4:58    |  |
| 5.             | "Say It Loud – I'm Black and I'm Proud"              | James Brown                                               | 2:47    |  |
| 6.             | "Love Train"                                         | The O'Jays                                                | 2:59    |  |
| 7.             | "Whatever Happened"                                  | Earth, Wind & Fire                                        | 4:41    |  |
| 8.             | "The Revolution Will Not Be Televised"               | Gil Scott-Heron                                           | 3:05    |  |
| 9.             | "She's a Bad Mama Jama (She's Built, She's Stacked)" | Carl Carlton                                              | 3:56    |  |
| 10.            | "Ladies Night"                                       | Kool & the Gang                                           | 3:28    |  |
| 11.            | "Got to Be Real"                                     | Cheryl Lynn                                               | 5:06    |  |
| 12.            | "All Night Long"                                     | The Mary Jane Girls                                       | 5:44    |  |
| 13.            | "The Theme From Undercover Brother"                  | Stanley Clarke & Lamont VanHook                           | 3:16    |  |
| 14.            | "I Need Love (2002)"                                 | Cree & Lil' J                                             | 4:06    |  |
| Duração total: | Duração total:                                       | Duração total:                                            | 58:05   |  |

## Desempenho nas paradas
| Paradas (2002)                             | Melhor posição |
| ------------------------------------------ | -------------- |
| Estados Unidos (Billboard 200)             | 125            |
| Estados Unidos (Billboard R&B Albums)      | 62             |
| Estados Unidos (Billboard Top Soundtracks) | 12             |